# Craig Thomas
Craig David Thomas (St. Cloud, Minnesota, SAD, 26. lipnja 1971.) je američki scenarist. Najpoznatiji je po tome što je osmislio popularnu TV seriju Kako sam upoznao vašu majku zajedno s Carter Baysom.

## Raniji život
Craig Thomas rođen je 26. lipnja 1971. u mjestu St. Cloud u saveznoj državi Minnesoti. Diplomirao je na sveučilištu Wesleyan 1997. godine.

## Karijera
Bio je scenarist za talk-show Late Show with David Letterman od 1997. do 2002. godine.
S Carter Baysom je osmislio seriju Kako sam upoznao vašu majku koja se emitirala na CBS-u od 2005. do 2014. godine. Serija je bila nominirana za sedam Emmy-a, no osvojila je samo jedan.

## Vanjske poveznice
- Craig Thomas na PeoplePillu